# Kwant-2
Kwant-2 (ros.  Квант-2, kwant-2) – trzeci moduł, a także drugi komponent dołączony do stacji kosmicznej Mir, pierwszy oparty całkowicie na pojeździe TKS. Dostarczył na stację nowe zestawy eksperymentów, lepsze systemy podtrzymywania życia oraz śluzę powietrzną. Wystrzelony na rakiecie Proton K 26 listopada 1989, do Mira zacumował 6 grudnia. Służył jako laboratorium do badań biologicznych i fizycznych. Spłonął wraz z całą stacją Mir przy kontrolowanym wejściu w atmosferę 23 marca 2001.

## Wyposażenie

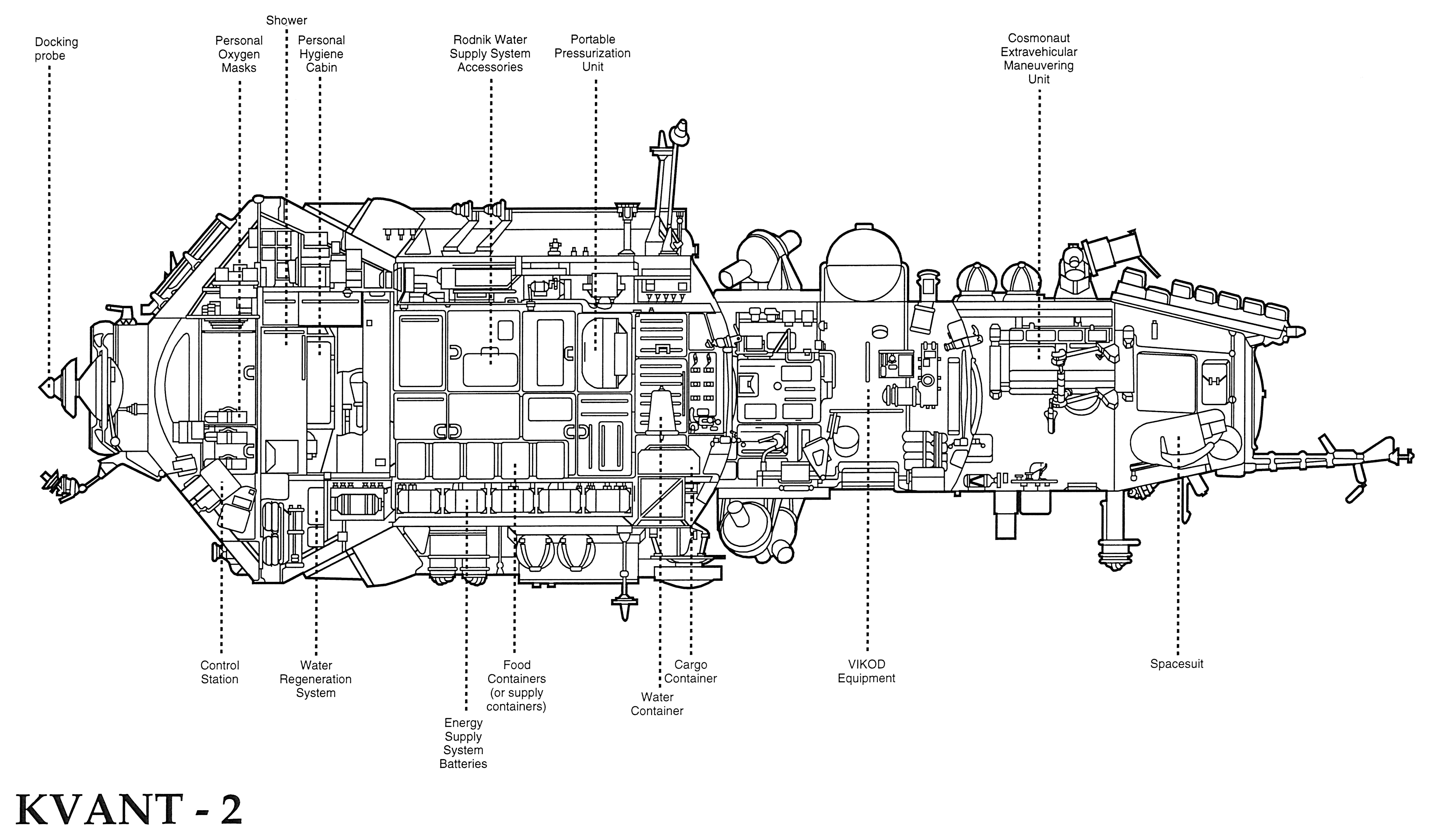
Przekrój Kwanta-2

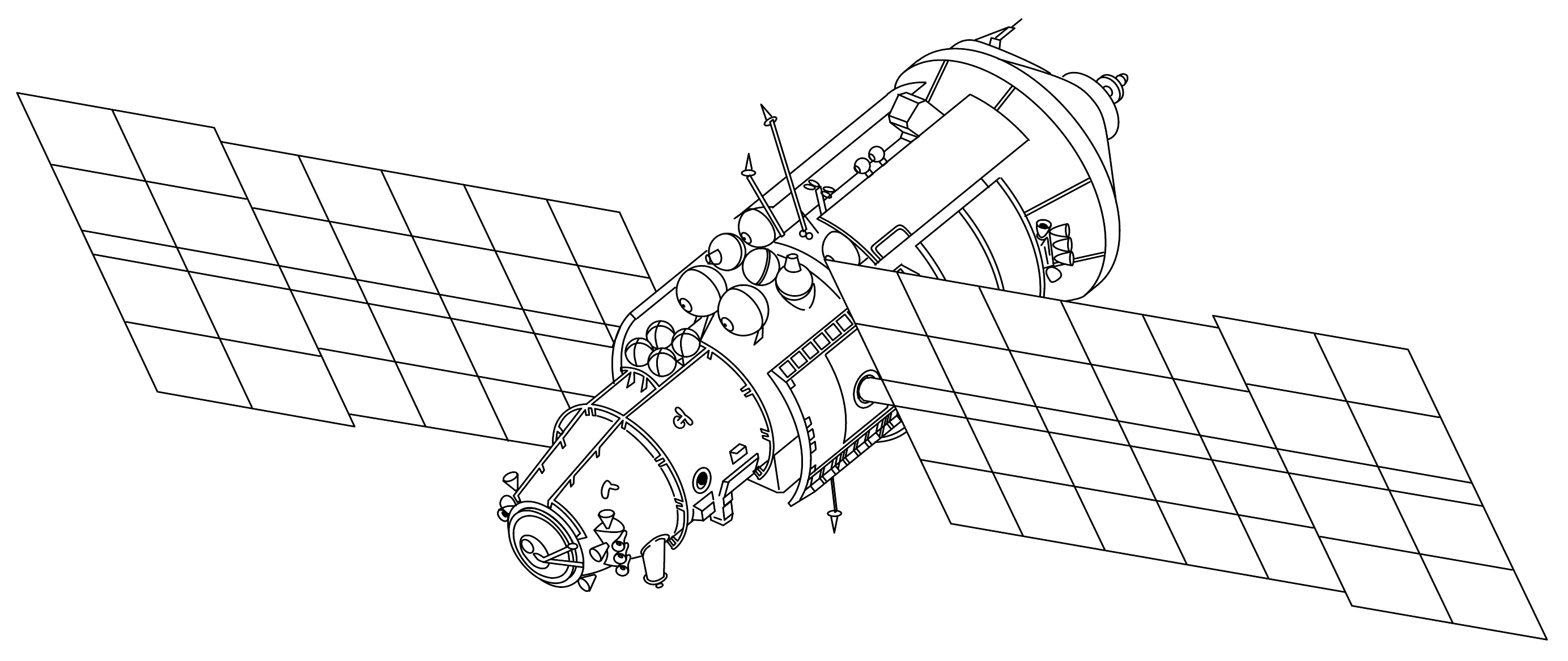
Szkic Kwanta-2

Kwant-2 był podzielony na 3 sekcje: śluzę powietrzną, przedział ładunkowy i przedział eksperymentalny. Przedział ładunkowy mógł służyć jako przedłużenie śluzy. Przed przyłączeniem Kwanta-2 kosmonauci na stacji Mir musieli korzystać z mechanizmu kontrolowanej dekompresji na łączniku cumowniczym modułu DOS-7.
Na pokładzie, prócz instrumentów naukowych, znalazła się radziecka wersja systemu napędowego MMU, przeznaczona pod kombinezony Orłan.
Kwant-2 przywiózł ze sobą nowe komputery pokładowe typu Salut 5B, które zastąpiły stare jednostki typu Argon 16B montowane pierwotnie w DOS-7. Oprócz tego moduł posiadał system odzysku wody oraz specjalny przedział łazienkowy, a także zestaw sześciu żyroskopów do orientacji położenia. Miały one wspomagać te zainstalowane w module Kwant-1, jednak dostęp do tych żyroskopów był tylko z zewnątrz, co uniemożliwiało łatwą wymianę zepsutych urządzeń na sprawne.

### Instrumenty naukowe
- Spektrometr rentgenowski ARIZ
- Platforma naukowa ASPG-M ze spektrometrem IR ITS D7 (używał części produkowanych w Czechosłowacji, wcześniej użytych w sondach Wega)
- Detektory pyłu kosmicznego
- Spektrometr Gamma 2
- Jednostka Ikar używana podczas spacerów kosmicznych
- Inkubator dla ptasich jaj Inkubator-2
- Kamera topograficzna KAP-350
- Kamera MKF-6MA (produkowana przez NRD)
- Spektrometr optyczny MKS-M2
- Spektrometr Faza AFM-2
- Spektrometr naładowanych cząsteczek Sprut 5 (zainstalowany w 1991)
- Kamery telewizyjne
- Zbiorniki do eksperymentu z przepływem płynów Wołna-2